# フリードリヒ2世 (オーストリア公)

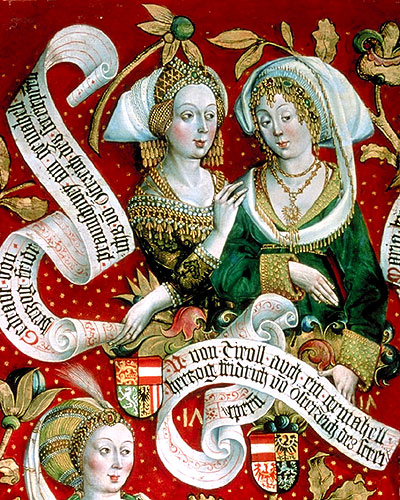
最初の妃ゾフィー・エウドキア（左）と2番目の妃アグネス

フリードリヒ2世（Friedrich II., 1211年4月25日 - 1246年6月15日）は、バーベンベルク家最後の第5代オーストリア公（在位：1230年 - 1246年）。第4代オーストリア公レオポルト6世と妃テオドラ・アンゲリナの三男。明確なビジョンもなく対外戦争を繰り返して自国を破滅させたことにより、仇名は喧嘩公（Friedrich der Streitbare）とも闘争公とも呼ばれている。

## 生涯
長兄と次兄が早世したため、1230年の父の急死でオーストリア公を継いだ。だが若年だったため、クーエンリング家による蜂起が起こるなど、その治世は当初より不安定だった。父のような鋭敏な政治感覚には欠けており、国内の反乱は鎮圧したが、バイエルン公国やハンガリー王国、ボヘミア王国など近隣諸国に積極的な対外進出を行なって失敗し、財政の悪化と重税による国民の反発を招いた。しかも父時代に友好関係にあった神聖ローマ皇帝フリードリヒ2世と対立し、これにより領土の多くを神聖ローマ帝国に没収されてしまう。
1241年からモンゴル帝国によるハンガリー侵入（モヒの戦い）が始まると、どさくさにまぎれてハンガリー王国など近隣諸国にたびたび侵入して領土を奪い取った。だがこれにより近隣諸国は無論のこと、自国の貴族や国民にも半ば見捨てられるようになり、やむなく貴族に大幅な特権を授与することで支持をとりつけるにいたる。
1246年、ライタ川の戦い（ライタ川付近）で、ハンガリー王国とハールィチ・ヴォルィーニ大公国の連合軍に敗れて35歳で戦死した。
最初にテオドロス1世ラスカリスの娘と思われるゾフィー・エウドキアと結婚したが、離婚した。1229年にメラーン公オットー1世とブルゴーニュ女伯ベアトリス2世の娘アグネス（1269年没）と結婚したが1240年離婚した。いずれの結婚でも嗣子を得られなかった。

## 死後
フリードリヒ2世の死で、バーベンベルク家のオーストリア支配は終焉した。オーストリアは姪ゲルトルートと結婚したバーデン辺境伯ヘルマン6世と息子のフリードリヒ1世が相続権を主張したが、フリードリヒ2世の姉マルガレーテと結婚したボヘミア王オタカル2世が領有、1278年にオタカル2世が戦死した後はローマ王ルドルフ1世が獲得、以後オーストリアはハプスブルク家の家領となっていった。
遺体はハイリゲンクロイツ修道院の集会室に安置された石棺におさめられている。